# Jüdischer Friedhof (Kirchheim an der Weinstraße)
Der Jüdischer Friedhof in der Gemeinde Kirchheim an der Weinstraße (ehemals Kirchheim an der Eck) im rheinland-pfälzischen Landkreis Bad Dürkheim wurde 1887 angelegt.

## Beschreibung
Der jüdische Friedhof liegt südlich von Kirchheim direkt an der Landesstraße L 271. Das denkmalgeschützte Friedhofsgelände umfasst eine Fläche von 3,9 Ar und ist eingefriedet. Zur Straße hin besteht die Einfriedung aus einer Sandsteinmauer mit Eingangstor. Der Rest des Geländes ist mit einem Zaun eingefriedet. Erhalten sind heute noch acht Grabsteine in der Fläche und drei Grabplatten, die in der Friedhofsmauer eingelassen sind. Der älteste Grabstein datiert auf den 20. Februar 1887 und der jüngste auf den 1. Dezember 1962.

## Geschichte
Der jüdische Friedhof wurde 1887 angelegt. Eine Belegung des Friedhofes erfolgte bis 1962. Nachdem es bereits 1928 zu einer ersten Schändung des Friedhofes gekommen war, wurde dieser bei den Novemberpogromen 1938 vollständig verwüstet. Viele der Grabsteine wurde als Baumaterial unter anderem für Schweineställe verwendet. 1945 wurde der Friedhof wieder, so weit wie möglich, durch die politische Gemeinde hergerichtet und die noch verbliebenen Grabsteine wieder aufgestellt und drei noch erhaltene Grabinschriften in der Friedhofsmauer eingelassen. Im Jahr 1947 wurde von der Gemeinde ein Mahnmal auf dem Friedhofs errichtet. Es trägt auf einer Seite die Namen allen jüdischen Gemeindemitglieder die während der Zeit des Nationalsozialismus ermordet wurden und auf zwei Seiten die Namen der bis 1940 auf dem Friedhof beigesetzten Personen. Auf der vierten Seite ist eine Gedenkinschrift angebracht. Sie lautet:
DURCH MENSCHENHÄNDE WURDE

AUCH DIESER JÜDISCHE FRIEDHOF

IM NOV. 1938 VOLLSTÄNDIG ZER-

STÖRT.

SELBST DEN TOTEN NAHM MAN

IHREN FRIEDEN.

DIESES MONUMENT WURDE DURCH

DIE GEMEINDE KIRCHHEIM A.D. ECK

IM JAHRE 1947 ALS

WIEDERGUTMACHUNG ERRICHTET.

ES SOLL EINE EWIGE MAHNUNG

SEIN, DASS EINE SCHÄNDUNG DES

MENSCHENANTLITZES WIE IN DEN

JAHREN 1933 - 1945 GESCHEHEN

SICH NIEMALS WIEDER EREIGNEN

MÖGE, DENN ALLE MENSCHEN SIND

DOCH BRÜDER UND HABEN EINEN

GOTT.